# Брабова
Брабова (рум. Brabova) — село у повіті Долж в Румунії. Входить до складу комуни Брабова.
Село розташоване на відстані 212 км на захід від Бухареста, 31 км на захід від Крайови.

## Населення
За даними перепису населення 2002 року у селі проживали 630 осіб, усі — румуни. Усі жителі села рідною мовою назвали румунську.